# Перший месник
«Пе́рший ме́сник» (англ. Captain America: The First Avenger, досл. «Капітан Америка: Перший месник») — американський супергеройський фільм режисера Джо Джонстона, що вийшов 2011 року. У головних ролях грають Кріс Еванс, Гейлі Етвел, Г'юго Вівінг. Стрічку створено на основі коміксів Джо Саймона і Джека Кірбі. Сценаристами виступули Крістофер Маркус і Стівен МакФілі, а її продюсером — Кевін Файгі.
Сценаристами були Крістофер Маркус і Стівен МакФілі, продюсером був Кевін Файгі. Вперше фільм почали демонструвати 11 липня 2011 року у США.
Вперше фільм продемонстрували 11 липня 2011 у США. У кінопрокаті Україні прем'єра фільму відбулась 28 липня 2011 року. Згодом фільм отримав продовження у вигляді стрічки «Перший месник: Друга війна» (2014).

## Сюжет
У наші дні в Арктиці група вчених знаходить старовинний літак із замороженим тілом людини та круглим щитом. У березні 1942 року, під час Другої світової війни, генерал-лейтенант нацистів і лідер «Гідри» Йоганн Шмідт викрадає таємничий артефакт — Тессеракт, який має божественну силу, з міста Тонсберг в окупованій німцями Норвегії.
У Нью-Йорку Стіва Роджерса не приймають до лав армії США через слабке здоров’я та низький зріст. Під час відвідин виставки «Старк Експо», яку організовує відомий інженер Говард Старк, Стів знову намагається записатися в армію. Його розмову з найкращим другом Джеймсом «Бакі» Барнсом підслуховує доктор Абрагам Ерскін, який дозволяє йому вступити. Стіва відбирають для участі в експерименті «суперсолдат», який проводиться під керівництвом Ерскіна, Старка, полковника Честера Філліпса та агентки MI6 Пеґґі Картер. Спершу Філліпс сумнівається, але змінює думку, коли Роджерс без вагань кидається на «гранату» під час випробування. Ерскін розповідає, що раніше працював під керівництвом Шмідта, який використав експериментальну формулу суперсолдата, що надала йому надлюдську силу, але спотворила його зовнішність.
Шмідт і доктор Арнім Зола використовують енергію Тессеракта для живлення технологій Золи та підготовки масштабного наступу «Гідри». Дізнавшись, де перебуває Ерскін, Шмідт надсилає вбивцю Гайнца Крюгера, щоб його знищити. Ерскін і Старк проводять експеримент над Роджерсом, вводячи йому сироватку і піддаючи його впливу «віта-променів». Після трансформації Роджерс стає вищим і мускулистішим. Крюгер вбиває Ерскіна і тікає з останньою ампулою сироватки. Стів переслідує його, але вбивця вчиняє самогубство, проковтнувши капсулу з ціанідом. Сироватка втрачається назавжди.
Зі смертю Ерскіна і відсутністю формули, сенатор Брандт змушує Роджерса гастролювати країною як «Капітан Америка» для збору коштів на війну, поки вчені досліджують його кров. У 1943 році, під час виступу в Італії, Стів дізнається, що загін Бакі зник безвісти після бою з силами Шмідта. За допомогою Картер і Старка він пробирається за лінію фронту, проникає у фортецю Шмідта, звільняє полонених, включаючи Бакі, і стикається з Шмідтом, який тікає, знявши маску і відкривши обличчя з червоним черепом — тепер він відомий як «Червоний Череп».
Стів формує команду «Виючі Коммандо» з Бакі та іншими звільненими бійцями. Старк виготовляє для Роджерса круглий щит із вібраніуму — рідкісного, майже незнищенного металу. Капітан Америка зі своєю командою успішно знищує об’єкти «Гідри», а між ним і Картер виникає роман. У 1945 році, під час нападу на потяг із Золою, Бакі падає з потяга і вважається загиблим. Зола потрапляє в полон, і завдяки інформації, яку він надає, команда знаходить головну базу «Гідри».
Роджерс очолює атаку на неї, щоб завадити Шмідту запустити зброю масового знищення. Стів потрапляє на бомбардувальник Шмідта. У бою Тессеракт виходить із контейнера, і коли Шмідт торкається його, відкривається портал у космос, який засмоктує його всередину. Тессеракт пропалює дірку в літаку й падає в океан. Розуміючи, що не зможе посадити літак без ризику детонувати зброю, Роджерс прощається з Картер по радіо та врізається в Арктику.
Після війни Старк знаходить Тессеракт на дні океану, але літак із Роджерсом не вдається знайти. Капітан Америка вважається загиблим.
Роджерс прокидається у відтвореній лікарняній палаті 1940-х. Почувши по радіо трансляцію бейсбольного матчу, на якому він був у 1941 році, він підозрює обман і втікає, опинившись у сучасному Таймс-сквері. Там директор Щ.И.Т. Нік Ф'юрі повідомляє йому, що він проспав майже 70 років.
У сцені після титрів Ф’юрі підходить до Роджерса з пропозицією про місію світового масштабу.

## У ролях
| Актор                | Роль                                       |
| -------------------- | ------------------------------------------ |
| Кріс Еванс           | Стівен Роджерс / Капітан Америка           |
| Себастьян Стен       | Джеймс Б'юкенен Барнс                      |
| Гейлі Етвел          | Маргарет Картер                            |
| Г'юго Вівінг         | Йоганн Шмідт / Червоний Череп              |
| Тобі Джонс           | Арнім Зола                                 |
| Томмі Лі Джонс       | Честер Філліпс один із засновників Щ.И.Т.а |
| Домінік Купер        | Говард Старк                               |
| Ніл Макдонаф         | Дум-Дум Дуґан                              |
| Дерек Люк            | Гейб Джонс                                 |
| Стенлі Туччі         | доктор Авраам Ерскін                       |
| Кеннет Чой           | Джим Моріта                                |
| Семюел Лірой Джексон | Ніколас Джозеф Ф'юрі                       |
| Річард Армітедж      | Хайнц Крюгер                               |
| Наталі Дормер        | Лоррейн                                    |
| Дженна Коулман       | Конні дівчина на побаченні з Бакі          |
| Аманда Рієтті        | агентка Щ.И.Т                              |
| Стен Лі              | камео                                      |

## Сприйняття

### Критика
Фільм отримав здебільшого позитивні відгуки: Rotten Tomatoes дав оцінку 79 % на основі 220 відгуків від критиків (середня оцінка 6,9/10) і 73 % від глядачів із середньою оцінкою 3,7/5 (171,290 голосів). Загалом, на сайті фільм має позитивний рейтинг, йому зарахований «стиглий помідор» від кінокритиків і «попкорн» від глядачів, Internet Movie Database — 6,8/10 (269 511 голосів), Metacritic — 66/100 (36 відгуків критиків) і 6,9/10 від глядачів (660 голосів). Загалом на цьому ресурсі від критиків і від глядачів фільм отримав позитивні відгуки.

### Касові збори
Під час показу в Україні, що стартував 28 липня 2011 року, протягом першого тижня фільм показали на 95 екранах і він зібрав $271 938, що на той час дозволило йому зайняти 2 місце серед усіх прем'єр. Показ тривав 3 тижні і завершився 14 серпня 2011 року, зібравши за цей час $619 293. Із цим показником стрічка зайняла 46 місце в українському кінопрокаті 2011 року.
Під час показу у США, що розпочався 22 липня 2011 року, протягом першого тижня фільм показали у 3715 кінотеатрах і він зібрав $65 058 524, що на той час дозволило йому зайняти 1 місце серед усіх прем'єр. Показ фільму протривав 112 днів (16 тижнів) і завершився 10 листопада 2011 року. За час показу фільм зібрав у прокаті в США 176 654 505 доларів США, а у решті країн $193 915 269, тобто загалом $370 569 774 при бюджеті $140 млн.

### Нагороди і номінації
| Рік  | Нагорода                                   | Категорія                                                          | Номінант                                                     | Результат |
| ---- | ------------------------------------------ | ------------------------------------------------------------------ | ------------------------------------------------------------ | --------- |
| 2011 | Кінофестиваль у Голлівуді                  |                                                                    |                                                              | Номінація |
| 2011 | Товариство кінокритиків Фінікса            | Найкраща оригінальна пісня                                         | Алан Менкен, Девід Зіппель                                   | Номінація |
| 2011 | Teen Choice Awards                         | Вибір літнього фільму                                              | стрічка                                                      | Номінація |
| 2011 | Teen Choice Awards                         | Вибір зірки літнього фільму: чоловік                               | Кріс Еванс                                                   | Номінація |
| 2012 | Премія «Сатурн»                            | Найкращий науково-фантастичний фільм                               | стрічка                                                      | Номінація |
| 2012 | Премія «Сатурн»                            | Найкращий актор                                                    | Кріс Еванс                                                   | Номінація |
| 2012 | Премія «Сатурн»                            | Найкращий актор другого плану                                      | Стенлі Туччі                                                 | Номінація |
| 2012 | Премія «Сатурн»                            | Найкраща музика                                                    | Алан Сільвестрі                                              | Номінація |
| 2012 | Премія «Сатурн»                            | Найкращий продакшн-дизайн                                          | Рік Гайнрігс                                                 | Номінація |
| 2012 | Премія «Сатурн»                            | Найкращі спецефекти                                                | Марк Ґ. Сопер, Крістофер Таунсенд, Пол Корбоулд              | Номінація |
| 2012 | Премія «Сатурн»                            | Найкращі костюми                                                   | Анна Шеппард                                                 | Номінація |
| 2012 | Гільдія Артдиректорів                      | Фентезі-фільм                                                      | стрічка                                                      | Номінація |
| 2012 | BMI Film & TV Awards                       | Музика до фільму                                                   | Алан Сільвестрі                                              | Перемога  |
| 2012 | Empire Awards                              | Найкращий науково-фантастичний / фентезі фільм                     | стрічка                                                      | Номінація |
| 2012 | Премія Г'юго                               | Найкраща драматична постановка, довга форма                        | Джо Джонстон, Крістофер Маркус, Стівен МакФілі               | Номінація |
| 2012 | MTV Movie Awards                           | Найкращий герой                                                    | Кріс Еванс                                                   | Номінація |
| 2012 | MovieGuide Awards                          | Найкращий фільм для дорослої аудиторії                             | стрічка                                                      | Номінація |
| 2012 | Американська спілка письменників-фантастів | Премія Бредбері                                                    | Крістофер Маркус, Стівен МакФілі, Джо Джонстон               | Номінація |
| 2012 | Teen Choice Awards                         | Вибір фільму: бійка                                                | Кріс Еванс, Г'юго Вівінг                                     | Номінація |
| 2012 | Visual Effects Society Awards              | Видатне композиціонування у художньому фільмі                      | Кейсі Аллен, Трент Клаус, Браян Гаєк, Кліфф Велш             | Перемога  |
| 2012 | Visual Effects Society Awards              | Видатні візуальні ефекти у художніх фільмах з візуальними ефектами | Чарлі Нобл, Марк Ґ. Сопер, Крістофер Таунсенд, Едсон Вільямс | Номінація |

Джерело:

## Український дубляж
Фільм дубльовано студією «Постмодерн» на замовлення «B&H Film Distribution» у 2011 році.
- Режисер дубляжу: Костянтин Лінартович
- Переклад: Леонід Дмитренко
- Менеджер дубляжу: Ірина Туловська
- Ролі дублювали: Дмитро Лінартович, Андрій Твердак, Костянтин Таран, Олександр Ігнатуша, Андрій Фединчик, Михайло Кришталь, Катерина Качан, Ірина Туловська, Юрій Кудрявець, Ігор Щербак, Євген Горлач, Андрій Мостренко, Станіслав Туловський та інші.

### Виноски
1. 1 2 3  Captain America: The First Avenger: Release Info (англ.). Internet Movie Database. Архів оригіналу за 17 квітня 2016. Процитовано 31 січня 2014.
2. 1 2  Перший месник 3D. Kino-teatr.ua. Архів оригіналу за 13 жовтня 2013. Процитовано 31 січня 2014.
3. 1 2 3 4 5 6  Captain America: The First Avenger (англ.). Box Office Mojo. Архів оригіналу за 28 травня 2017. Процитовано 31 січня 2014.
4. 1 2  Captain America: The First Avenger (англ.). Internet Movie Database. Архів оригіналу за 31 січня 2012. Процитовано 31 січня 2014.
5. ↑  Captain America: The First Avenger (англ.). Allmovie. Архів оригіналу за 26 березня 2014. Процитовано 31 січня 2014.
6. 1 2  Captain America: The First Avenger: Full Cast & Crew (англ.). Internet Movie Database. Архів оригіналу за 19 лютого 2013. Процитовано 31 січня 2014.
7. ↑  Captain America: The First Avenger (англ.). Rotten Tomatoes. Архів оригіналу за 20 квітня 2014. Процитовано 31 січня 2014.
8. ↑  Captain America: The First Avenger (англ.). Metacritic. Архів оригіналу за 31 березня 2014. Процитовано 31 січня 2014.
9. ↑  Captain America: The First Avenger — Ukraine Weekend Box Office (англ.). Box Office Mojo. Архів оригіналу за 1 лютого 2014. Процитовано 31 січня 2014.
10. ↑  Ukraine Yearly Box Office. 2011 (англ.). Box Office Mojo. Архів оригіналу за 8 липня 2013. Процитовано 31 січня 2014.
11. ↑  Captain America: The First Avenger: Awards (англ.). Internet Movie Database. Архів оригіналу за 25 грудня 2015. Процитовано 31 січня 2014.